# Sheviock
 (septembre 2023).
Sheviock est une paroisse civile et un hameau des Cornouailles, en Angleterre.